# 急水溪橋 (台1線)
位於台1線縱貫公路的急水溪橋，為聯絡台灣臺南市新營區與柳營區之間，跨越急水溪的一座公路橋樑。

## 沿革
日本治臺初期，為了軍事需求，著手興建台北至楓港的軍用道路，定名「縱貫道」（臺1線前身），於行經急水溪之處闢建公路橋，1927年竣工，橋位約略在今天臺南市新營區延平路-柳營區柳營路3段急水溪橋一旁。
1980年代起，台灣省公路局為改善臺灣西部幹線公路，於新營新闢6公里長外環道，改線繞經臺鐵縱貫鐵路東側，路寬25公尺，1981年5月開工，其中包含新建現役之急水溪橋，完工通車年不詳。

## 改建
本橋現況橋齡26年，因橋台離堤防過近、橋長及梁底高程已不符水利署河川治理計畫，為免溪流因通洪斷面不足造成水患，因此由中華民國交通部公路總局斥資新臺幣7億1千萬元，納入配合重要河川環境營造計畫辦理本橋改建，於2020年4月1日起開工，先施做南下車道側，北向車道則採單線雙向行車。
未來改建後新橋橋長350公尺、寬25公尺、梁底抬高1公尺，預計2023年4月15日竣工。

## 鄰近設施
- 柳營奇美醫院
- 急水溪橋 (台鐵)
- 新營車站

## 引用資料
1. ↑  . 中華民國（台灣）中央研究院地理資訊科學研究專題中心. （原始内容存档于2019-06-30） （中文（臺灣））.
2. ↑  近藤泰夫，〈臺灣の道路[附]廣東の道路〉. . 大阪市: 日本ポルトランドセメント同業會. 1939-10-25 （日语）.
3. ↑  林平祥. .  卷四 經濟志. 臺灣省文獻委員會. 1993-01-15: 頁69～70 （中文（臺灣））. 國家圖書館 臺灣記憶